# PQ: ضریب هوش عملی
PQ به معنی «ضریب هوش عملی» یا «مجوز هوشمند» در کشور ژاپن، یک بازی ویدئویی است که هوش شما را از طریق پازل‌های سه بعدی شامل اشیاء روزمره اندازه‌گیری می‌کند، بازیکن سعی می‌کند به ستون نور در انتهای سطح برسد و در عین حال از موانع و تله‌ها دوری کند.

## گیم پلی
چارچوب بازی بر روی کشف «ضریب هوش عملی» بازیکن با تکمیل یک تست متشکل از ۱۰۰ پازل متمرکز است. بازیکن یک آواتار سفید رنگ شبیه انسان را کنترل می‌کند که می‌تواند با دنیای بازی تعامل داشته باشد. پازل‌ها همگی مبتنی بر منطق هستند و شامل وظایف مختلفی هستند، از مرتب کردن مجدد بلوک‌ها تا اجتناب از نگهبانان امنیتی تا کار با ماشین‌آلات. در اکثر سطوح، برای تکمیل آن مرحله باید به خروجی رسید.
پس از پاک کردن تمام ۱۰۰ سطح، امتیاز بازیکن بر اساس مدت زمانی که هر مرحله به طول انجامید و سایر متغیرها تعیین می‌شود. PQ بازیکن را می‌توان به صورت آنلاین گرفته و با امتیازات بازیکنان دیگر مقایسه کرد (جدول امتیاز بالا نیز به صورت آنلاین موجود بود).

## بازخورد
| گردآورنده | امتیاز |
| --------- | ------ |
| متاکریتیک | 69/100 |

| ناشر                    | امتیاز  |
| ----------------------- | ------- |
| اج                      | 5/10    |
| الکترونیک گیمینگ مانثلی | 6.5/10  |
| گیم اینفورمر            | 7.75/10 |
| گیم‌اسپات                | 7/10    |
| گیم‌اسپای                | [ ۷ ]   |
| گیم‌زون                  | 7.9/10  |
| آی‌جی‌ان                  | 7.4/10  |
| اوپی‌ام (ایالات متحده)   | [ ۱۰ ]  |
| پاکت گیمر               | [ ۱۱ ]  |
| ایکس پلی                | [ ۱۲ ]  |
| Detroit Free Press      | [ ۱۳ ]  |